# Lista de ex-empregados da WWE (N–R)
A WWE é uma promoção de luta livre profissional localizada em Stamford, Connecticut. Ex-empregados (com sobrenome de N–R) incluem lutadores, managers, comentaristas, locutores, repórteres, árbitros, treinadores, roteiristas, executivos e diretores.
Os empregados recebem contratos de desenvolvimentos a de décadas. Eles aparecem em programas de televisão da WWE, pay-per-views e eventos ao vivo. Outros, lutam nos territórios de desenvolvimento, hoje NXT, e já: Florida Championship Wrestling, Deep South Wrestling, Heartland Wrestling Association, International Wrestling Association, Memphis Championship Wrestling e Ohio Valley Wrestling.
Aqueles que realizaram aparições sem contratos e aqueles que foram demitidos mas estão empregados hoje não foram incluídos.

## Ex-empregados (N–R)

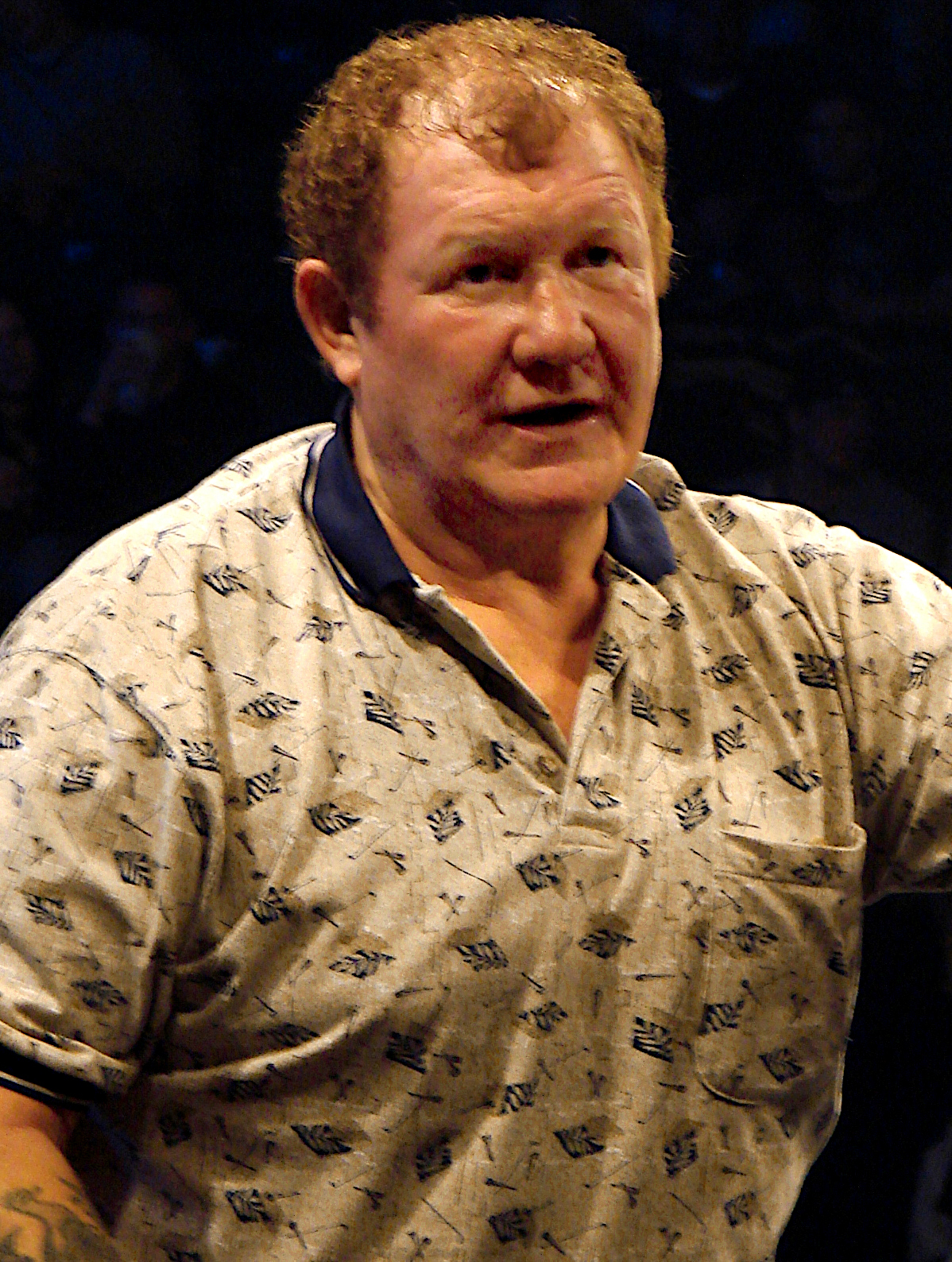
WWE Hall of Famer Harley Race no TNA Lockdown.

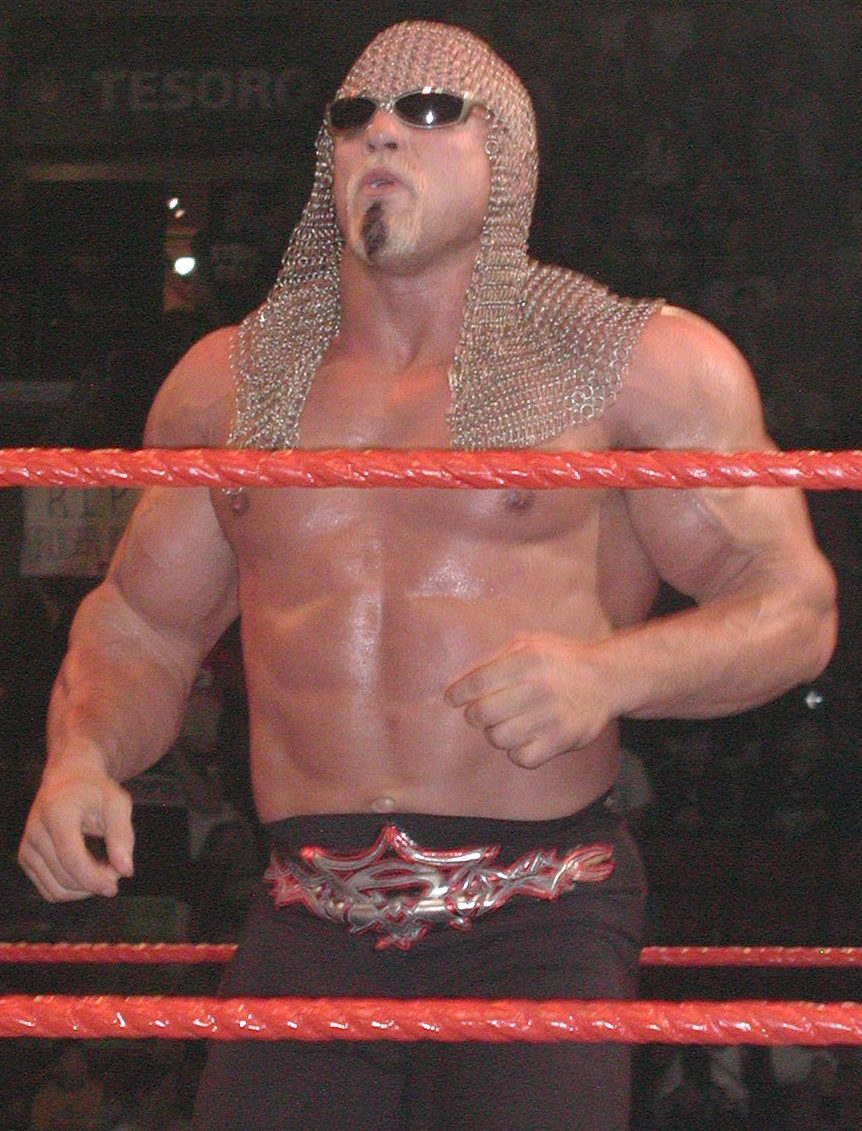
Scott Steiner no Raw em Seattle, Washington

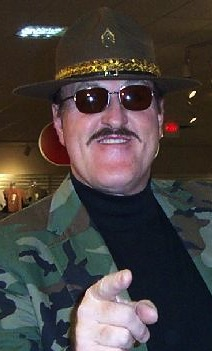
Sgt. Slaughter posando para um fã em New Jersey.

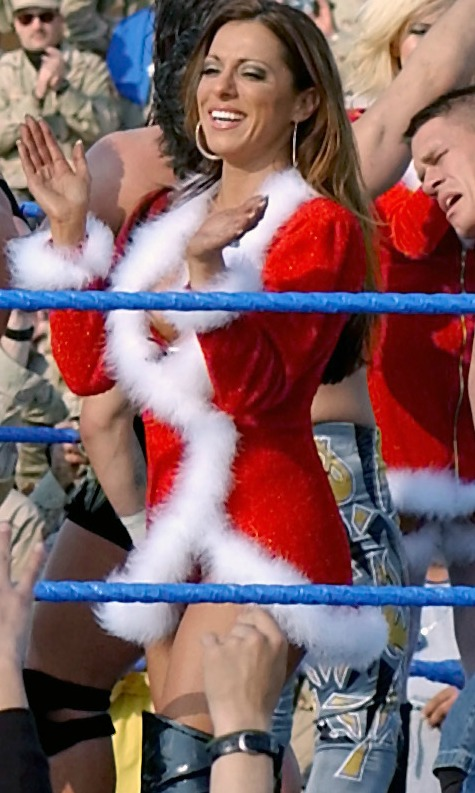
Dawn Marie em 2003 no Tribute to the Troops.

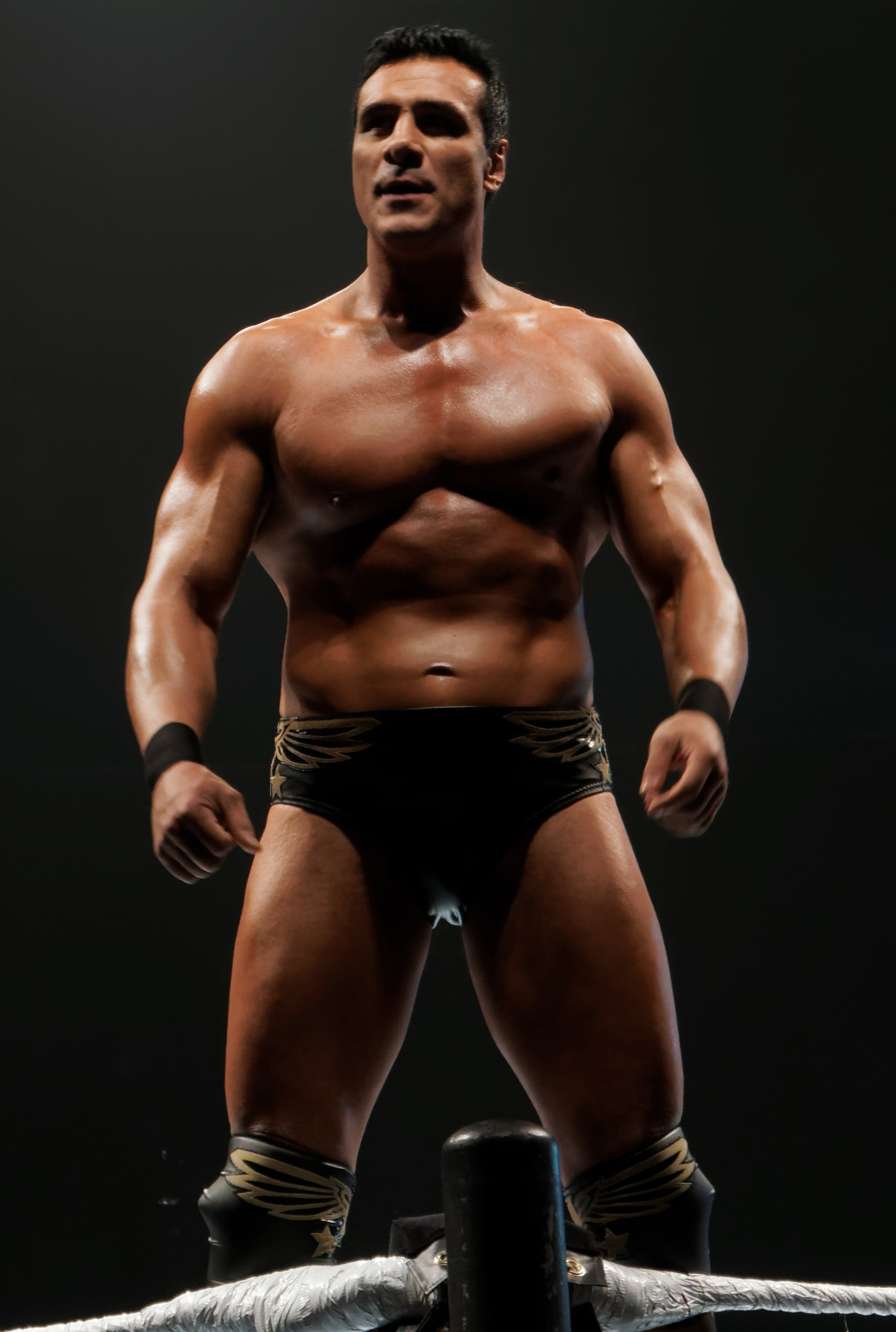
Alberto Del Rio em abril de 2016.

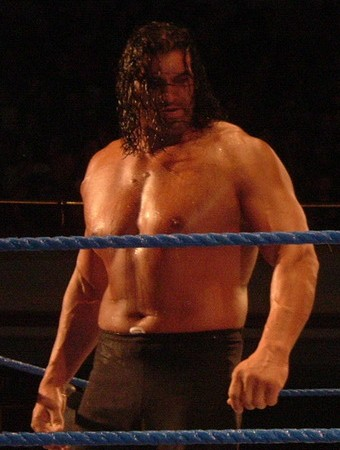
DThe Great Khali no SmackDown em 2007.

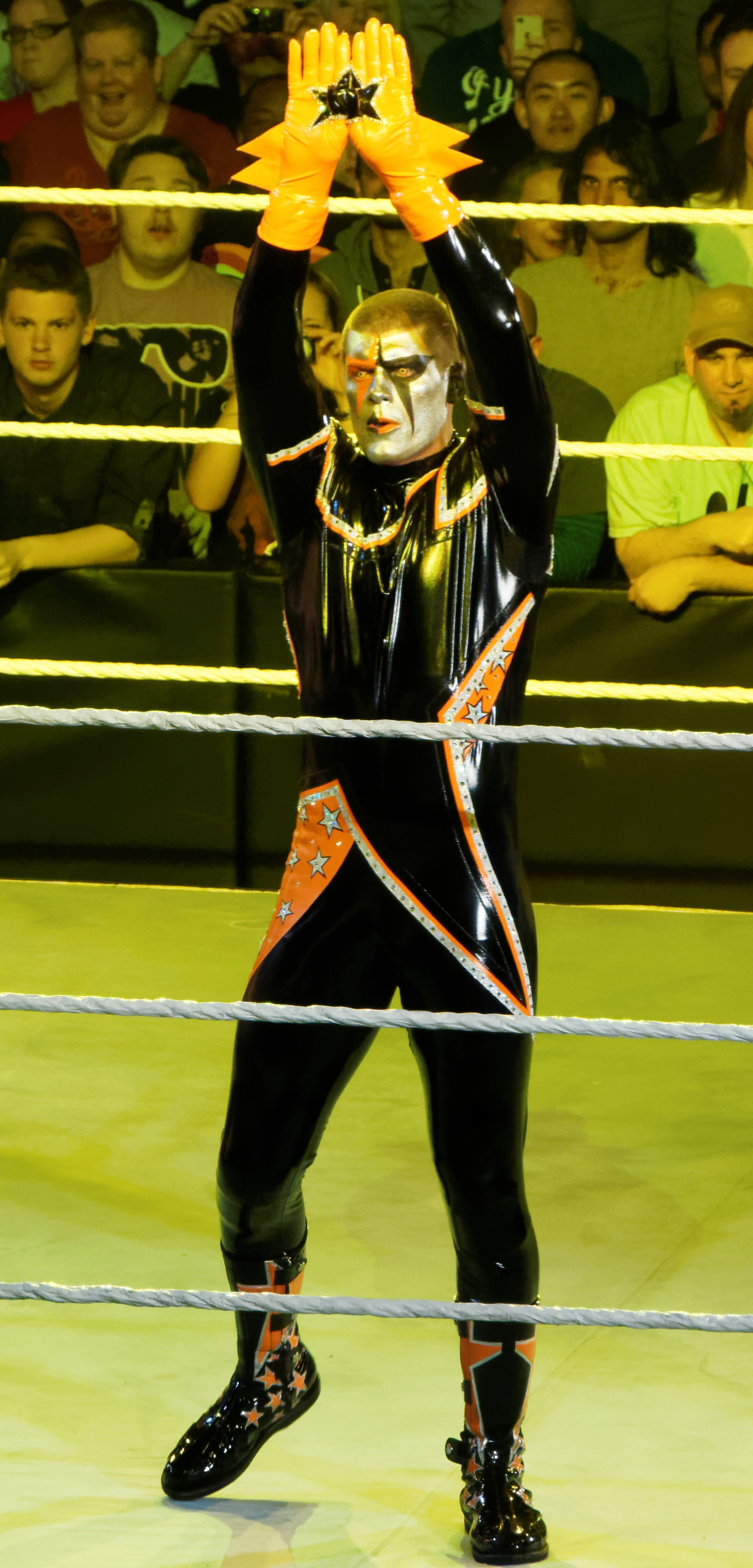
Cody Rhodes como Stardust em 2015.

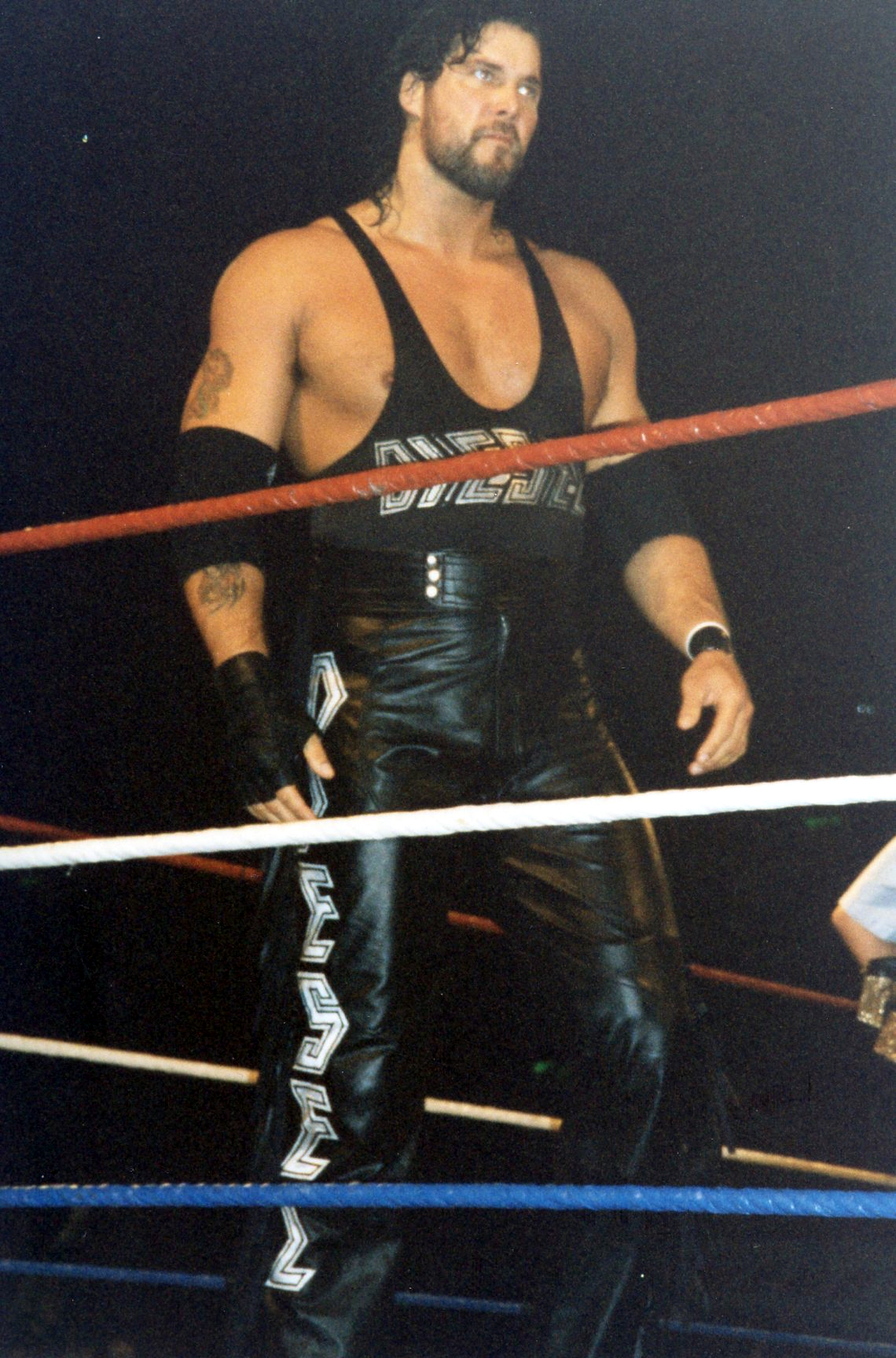
Kevin Nash (como Diesel) em 1994.

| Nome:                  | Nome de ringue(s):                                       | Duração:                                               | Notas:               |
| ---------------------- | -------------------------------------------------------- | ------------------------------------------------------ | -------------------- |
| Chigusa Nagayo         | Chigusa Nagayo                                           | 1987                                                   | [ 3 ]                |
| Keiko Nakano           | Bull Nakano                                              | 1994-1995                                              |                      |
| Kevin Nash             | Kevin Nash Diesel                                        | 1993-1996 2002-2004 2011 2015                          |                      |
| James Neidhart†        | Jim Neidhart Who                                         | 1985–1992 1994-1995 1996–1997                          | [ 4 ]                |
| José Nieves            | Super Porky                                              | 2005-2006                                              | [ 5 ]                |
| John Nord              | The Berzerker The Viking                                 | 1991-1993                                              |                      |
| Anthony Norris         | Ahmed Johnson                                            | 1995-1998                                              |                      |
| Christopher Nowinski   | Christopher Nowinski Chris Harvard                       | 2001-2007                                              | [ 6 ]                |
| Arda Ocal              | Kyle Edwards                                             | 2014–2016                                              | [ 7 ]                |
| Paul Orndorff, Jr.     | "Mr. Wonderful" Paul Orndorff                            | 1983-1988                                              |                      |
| Barry Orton            | Barry O                                                  | 1984-1988                                              |                      |
| Robert Orton, Jr.      | Bob Orton                                                | 1982 1984-1987 2005-2006                               | [ 8 ]                |
| Matthew Osborne†       | Doink the Clown Matt Borne                               | 1985 1992–1993                                         |                      |
| Vickie Otis            | Princess Victoria                                        | 1983-1984                                              | [ 9 ]                |
| Takeo Ōtsuka           | Mens Teioh                                               | 1998                                                   | [ 10 ]               |
| Fred Ottman            | Tugboat Typhoon Big Man Steele                           | 1989–1993 1994                                         |                      |
| Carl Ouellet           | Jean Pierre LaFitte Pierre                               | 1993-1995 1998                                         |                      |
| Masashi Ozawa          | Killer Kahn                                              | 1981 1986–1987                                         |                      |
| Christopher Pallies    | King Kong Bundy Chris Canyon Man Mountain Cannon         | 1981 1985–1987 1994–1995                               |                      |
| Charles Palumbo        | Chuck Chuck Palumbo                                      | 2001–2004 2006–2008                                    | [ 11 ] [ 12 ]        |
| Kenneth Patera         | Ken Patera                                               | 1977–1978 1980 1984–1985 1987–1988                     |                      |
| Dustin Patrick Runnels | Goldust                                                  | 1991-2019                                              |                      |
| Jayson Paul            | JTG                                                      | 2006–2007 2008–2014                                    |                      |
| Kris Pavone            | Caylen Croft                                             | 2003-2006 2008-2010                                    | [ 13 ]               |
| Al Perez               | Al Perez                                                 | 1989-1990                                              |                      |
| Eric Pérez             | Eric Escobar Eric Perez                                  | 2005-2010                                              | [ 14 ]               |
| Karlee Perez           | Maxine                                                   | 2009-2012                                              | [ 15 ]               |
| Melina Perez           | Melina                                                   | 2002-2011                                              | [ 16 ]               |
| Miguel Pérez, Jr.      | Miguel Perez                                             | 1997—1999                                              | [ 17 ]               |
| Oreal Perras           | Ivan Koloff Ivan Zukoff                                  | 1963 1969–1971 1975–1976 1978–1979 1983                |                      |
| Paul Perschmann†       | "Playboy" Buddy Rose The Executioner                     | 1982–1983 1984–1985 1990–1991                          |                      |
| Josip Peruzović†       | Nikolai Volkoff Bepo Monogol Executioner #3              | 1970–1971 1974 1976–1980 1984–1990 1991–1992 1994–1995 |                      |
| Dean Peters†           | Battle Kat Brady Boone                                   | 1986-1991                                              | [ 18 ]               |
| Desiree Petersen       | Desiree Peterson                                         | 1984–1985 1988                                         |                      |
| Darryl Peterson        | Man Mountain Rock Blacksmith                             | 1994-1995                                              |                      |
| Gene Petit†            | Cousin Luke                                              | 1984–1987                                              |                      |
| Radomir Petković       | King Constantine                                         | 2015-2016                                              | [ 19 ]               |
| Todd Pettengill        | Todd Pettengill                                          | 1993-1997                                              |                      |
| Theodore Petty†        | Rocco Rock                                               | 1999                                                   | [ 20 ] [ 21 ]        |
| Lawrence Pfohl         | Lex Luger The Narcissist                                 | 1993-1995                                              |                      |
| Brian Pillman‡         | Brian Pillman                                            | 1996-1997                                              | [ 22 ]               |
| Terri Poch             | Tori                                                     | 1998-2001                                              |                      |
| Lanny Poffo            | The Genius "Leaping" Lanny Poffo                         | 1985-1992                                              |                      |
| Randy Poffo†           | "Macho Man" Randy Savage Mr. Madness                     | 1985-1994                                              |                      |
| Luc Poirier            | Sniper Luc Poirier Poirier                               | 1985 1997–1999                                         |                      |
| Gilles Poisson         | Louis Cyr Gilles "The Fish" Poisson                      | 1976 1985                                              | [ 23 ]               |
| Peter Polaco           | Aldo Montoya Justin Credible PJ Walker                   | 1993-1997 2001-2003 2006                               | [ 24 ]               |
| Mike Polchlopek        | Bart Gunn Bodacious Bart                                 | 1993-1999                                              |                      |
| Dylan Postl            | Hornswoggle La Vaca La Vaquita Little Bastard Mini Gator | 2006–2016                                              | [ 25 ]               |
| Alexander Pourteau     | Alex "The Pug" Porteau                                   | 1996-1997                                              |                      |
| Bruce Prichard         | Brother Love Reo Rodgers The Wizard                      | 1988–1991 1993–2008                                    | [ 26 ]               |
| Thomas Prichard        | Dr. Tom Prichard Zip Dr.X                                | 1993-2004 2007-2012                                    |                      |
| Oleg Prudius           | Vladimir Kozlov Oleg Prudius                             | 2006-2011                                              | [ 27 ]               |
| Dawn Psaltis           | Dawn Marie                                               | 2002-2005                                              | [ 28 ] [ 29 ]        |
| Daniel Puder           | Daniel Puder                                             | 2004-2005                                              | [ 30 ]               |
| Antonio Pugliese†      | Tony Parisi Antonio Pugliese                             | 1966–1969 1975–1976 1982 1985                          |                      |
| John Quinn             | Virgil the Kentucky Butcher                              | 1967-1969                                              |                      |
| Harley Race            | "Handsome" Harley Race "King" Harley Race Great Mortimer | 1963 1980 1986–1989                                    |                      |
| Manuel Ramos†          | Apache Bull Ramos                                        | 1968                                                   | [ 31 ]               |
| Dalip Singh Rana       | The Great Khali                                          | 2006-2014                                              | [ 32 ]               |
| James Raschke          | The Baron Baron Von Raschke                              | 1977 1988                                              |                      |
| Jonathan Rechner†      | Balls Mahoney Xanta Klaus Jon Rechner                    | 1992The Great Mortimer1995 2005 2006–2008              | [ 33 ] [ 34 ]        |
| Robert Rechsteiner     | Rick Steiner                                             | 1992-1994                                              |                      |
| Scott Rechsteiner      | Scott Steiner                                            | 1992–1994 2002–2004                                    |                      |
| Bruce Reed             | "The Natural" Butch Reed                                 | 1986–1988                                              |                      |
| Ryan Reeves            | Ryan Reeves Skip Sheffield Ryback                        | 2004–2007 2008-2016                                    |                      |
| Matthew Rehwoldt       | Aiden English                                            | 2012-2020                                              |                      |
| James Reiher†          | "Superfly" Jimmy Snuka Silver Shadow                     | 1982–1985 1989–1992 1993                               |                      |
| Jimmy Reiher, Jr.      | Deuce Sim Snuka                                          | 2005-2009                                              | [ 35 ]               |
| Robert Remus           | Sgt. Slaughter                                           | 1980-1981 1983-1984 1990-1994 1997-2009 2012-present   |                      |
| William Reso           | Christian                                                | 1998-2005 2009-2015                                    |                      |
| James Ferrier†         | Jimmy Del Ray                                            | 1993-1995                                              |                      |
| Wendi Richter          | Wendi Richter                                            | 1982 1983-1985                                         | [ 36 ]               |
| Harry Del Rios         | Phantasio Spillbinder                                    | 1995                                                   |                      |
| Sylvester Ritter†      | Junkyard Dog                                             | 1984-1988                                              |                      |
| Juan Rivera            | Kwang Savio Vega                                         | 1994—1998                                              | [ 17 ] [ 37 ]        |
| Victor Rivera          | Victor Rivera                                            | 1964-1965 1968–1975 1976 1978–1979 1982–1984 1989      |                      |
| Joseph Rizzo†          | Jack Reynolds                                            | 1984—1985                                              | [ 38 ] [ 39 ]        |
| Justin Roberts         | Justin Roberts                                           | 2002–2014                                              |                      |
| Timothy Roberts†       | The Zombie                                               | 2006                                                   |                      |
| Byron Robertson†       | The Missing Link                                         | 1985                                                   |                      |
| Guadalupe Robledo      | Jose Lothario                                            | 1996–1997                                              |                      |
| Antoniono Biasetton†   | Antonino Rocca                                           | 1952–1963 1975–1977                                    |                      |
| Daniel Rodimer         | Dan Rodman                                               | 2006-2007                                              | [ 40 ]               |
| Aaron Rodríguez        | Mil Máscaras                                             | 1972–1973 1977–1978 1981 1984 1997                     | [ 41 ]               |
| Alberto Rodríguez      | Alberto Del Rio                                          | 2009-2014 2015-2016                                    | [ 42 ] [ 43 ]        |
| Jesús Rodríguez        | Ricardo Rodriguez El Local                               | 2010-2014                                              | [ 44 ]               |
| Johnny Rodriguez       | Johnny Rodz                                              | 1965-1985                                              |                      |
| Herman Rohde Jr.†      | "Nature Boy" Buddy Rogers                                | 1961–1963 1982                                         |                      |
| Todd Romero            | Steve Romero                                             | 2004-2007                                              | [ 45 ]               |
| Richard Rood†          | "Ravishing" Rick Rude                                    | 1987–1990 1997                                         |                      |
| Giovanni Roselli       | Romeo                                                    | 2005-2006                                              | [ 46 ]               |
| Milena Roucka          | Rosa Mendes                                              | 2006–2017                                              | [ 47 ]               |
| Frederick Rosser III   | Darren Young                                             | 2005–2017                                              | [ 48 ]               |
| Ernie Roth†            | The Grand Wizard of Wrestling                            | 1972-1983                                              |                      |
| Jacques Rougeau, Jr.   | The Mountie                                              | 1985–1994 1998                                         |                      |
| André Rousimoff†       | André the Giant The Giant Machine                        | 1973–1991                                              | [ 49 ]               |
| Joseph Ruud            | Erick Rowan                                              | 2011-2020                                              |                      |
| Terri Boatright        | Marlena Terri Runnels                                    | 1996–2004                                              | [ 50 ] [ 51 ] [ 52 ] |
| Brandi Runnels         | Eden Stiles                                              | 2011 2013-2016                                         | [ 53 ]               |
| Cody Runnels           | Cody Rhodes Stardust                                     | 2006-2016                                              | [ 54 ]               |
| Virgil Runnels Jr.‡    | Dusty Rhodes                                             | 1978 1989-1991 2005-2015                               |                      |
| Vincent Russo          | Vince Russo                                              | 1992–1999                                              |                      |
| Glenn Ruth             | Headbanger Thrasher Glenn Ruth Royal Spider              | 1990–1993 1995–2000 2016                               |                      |

### Significado
| Nome da empresa no ano                                              | Nome da empresa no ano |
| ------------------------------------------------------------------- | ---------------------- |
| Capitol Wrestling Corporation                                       | 1952–1963              |
| World Wide Wrestling Federation                                     | 1963–1979              |
| World Wrestling Federation                                          | 1979–2002              |
| World Wrestling Entertainment                                       | 2002–2011              |
| WWE                                                                 | 2011–presente          |
| Notas                                                               |                        |
| † ↑ Indica que eles já morreram.                                    |                        |
| ‡ ↑ Indica que eles morreram enquanto estavam empregados com a WWE. |                        |